# Leyte (Leyte)
Leyte ist eine philippinische Stadtgemeinde in der Provinz Leyte. Sie hat 40.639 Einwohner (Zensus 1. August 2015).

## Baranggays
Leyte ist politisch in 30 Baranggays unterteilt.
| - Bachao - Baco - Bagaba-o - Basud - Belen - Burabod - Calaguise - Consuegra - Culasi - Danus - Elizabeth - Kawayan - Libas - Maanda - Macupa | - Mataloto - Palarao - Palid I (Ilawod) - Palid II (Iraya) - Parasan - Poblacion - Salog - Sambulawan - Tag-abaca - Tapol - Tigbawan - Tinocdugan - Toctoc - Ugbon - Wague |